# 물수란

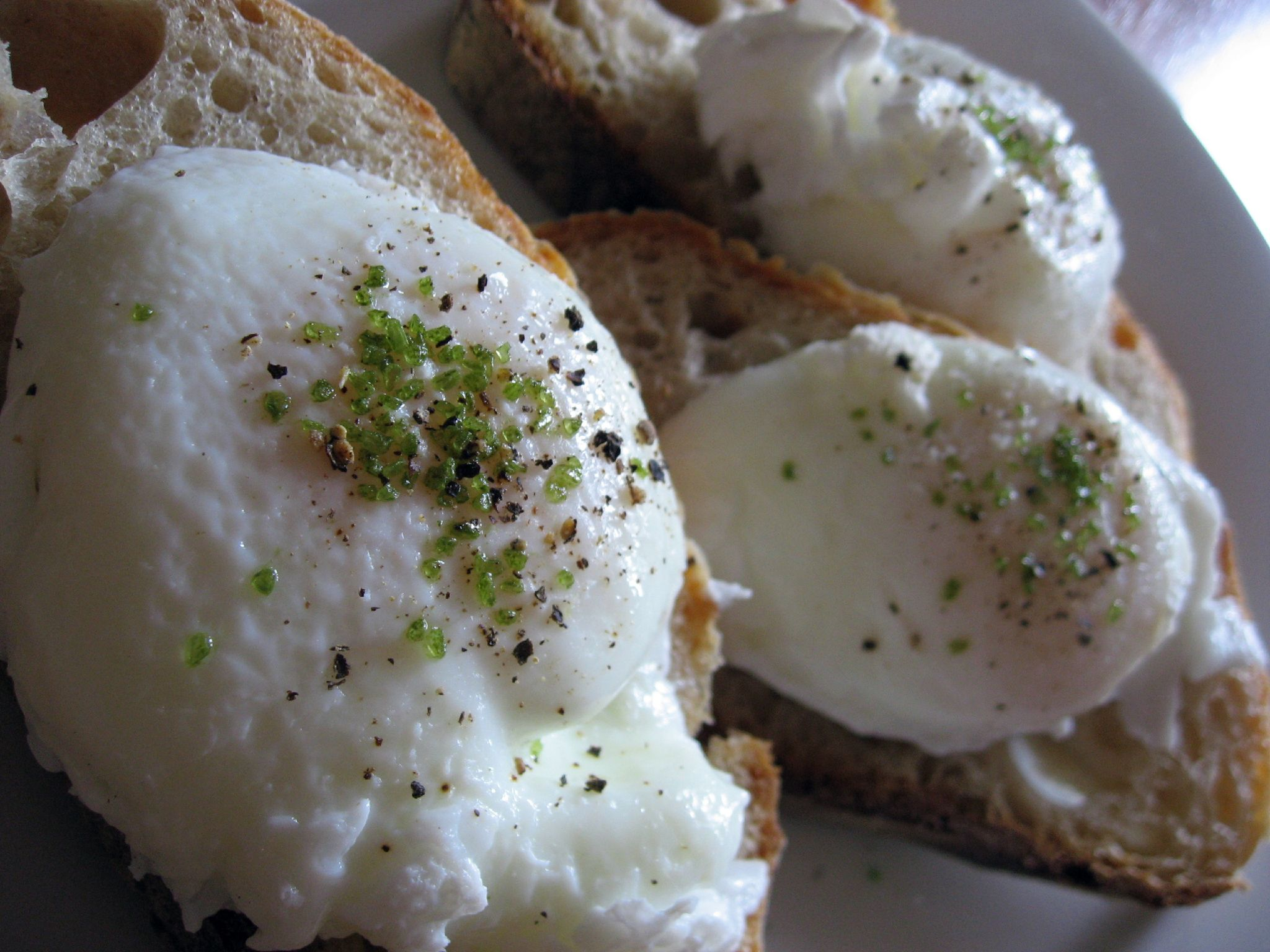
물수란

물수란(-水卵)은 달걀 요리 중 하나이다. 단백질의 응고를 돕기 위해 소금, 식초를 넣은 물에 달걀을 반숙으로 익힌 음식이다.

## 만드는 방법
1. 그릇에 달걀을 깨뜨린다.
2. 국자 또는 수란짜가 물 속에 완전히 잠길 정도로 담긴 물에 식초, 소금을 넣고 약한 불에 가열한다.
3. 바깥쪽의 흰자가 익으면 안쪽의 노른자가 반숙이 된 상태에서 달걀 윗부분이 하얗게 될 때까지 약한 불에 익힌다.
4. 달걀이 익은 뒤에는 달걀의 노른자가 터지지 않도록 물기를 천천히 빼고 조심스럽게 달걀을 접시에 옮긴다.

## 같이 보기
- 아침 식사 목록
- 달걀 스크램블